# Scolanthus ingolfi
Scolanthus ingolfi is een zeeanemonensoort uit de familie Edwardsiidae.
Scolanthus ingolfi is voor het eerst wetenschappelijk beschreven door Carlgren in 1921.